# María de Waltham
María de Waltham (Waltham, 10 de octubre de 1344 – Abingdon-on-Thames, septiembre de 1361), fue una princesa inglesa, hija de Eduardo III de Inglaterra y de Felipa de Henao; y duquesa de Bretaña por su matrimonio con Juan V.

## Biografía
María nació en el palacio de Bishop's Waltham, en Hampshire, el 10 de octubre de 1344. Para entonces, su futuro esposo Juan V ya vivía en la guardería real con los demás hijos de Eduardo III.
Como María estuvo prometida a Juan desde su nacimiento, a partir del año de edad fue duquesa titular de Bretaña. María y Juan pasaron su infancia juntos en la Torre de Londres y diversos palacios reales. Se casaron alrededor del 3 de julio de 1361 en el Palacio de Woodstock. El vestido de bodas –regalo de Eduardo III– se componía de una túnica y un manto hecho con dos tipos de tela recamada en oro y bordeado con cuarenta pieles de armiño.
Poco después de su matrimonio, María cayó en "un letargo del que fue imposible despertarla" y murió poco antes del 13 de septiembre de 1361. Fue enterrada en la Abadía de Abingdon. Juan se refería a ella como "mi queridísima difunta compañera". La pareja no tuvo hijos.